# Карта Страны Нежности

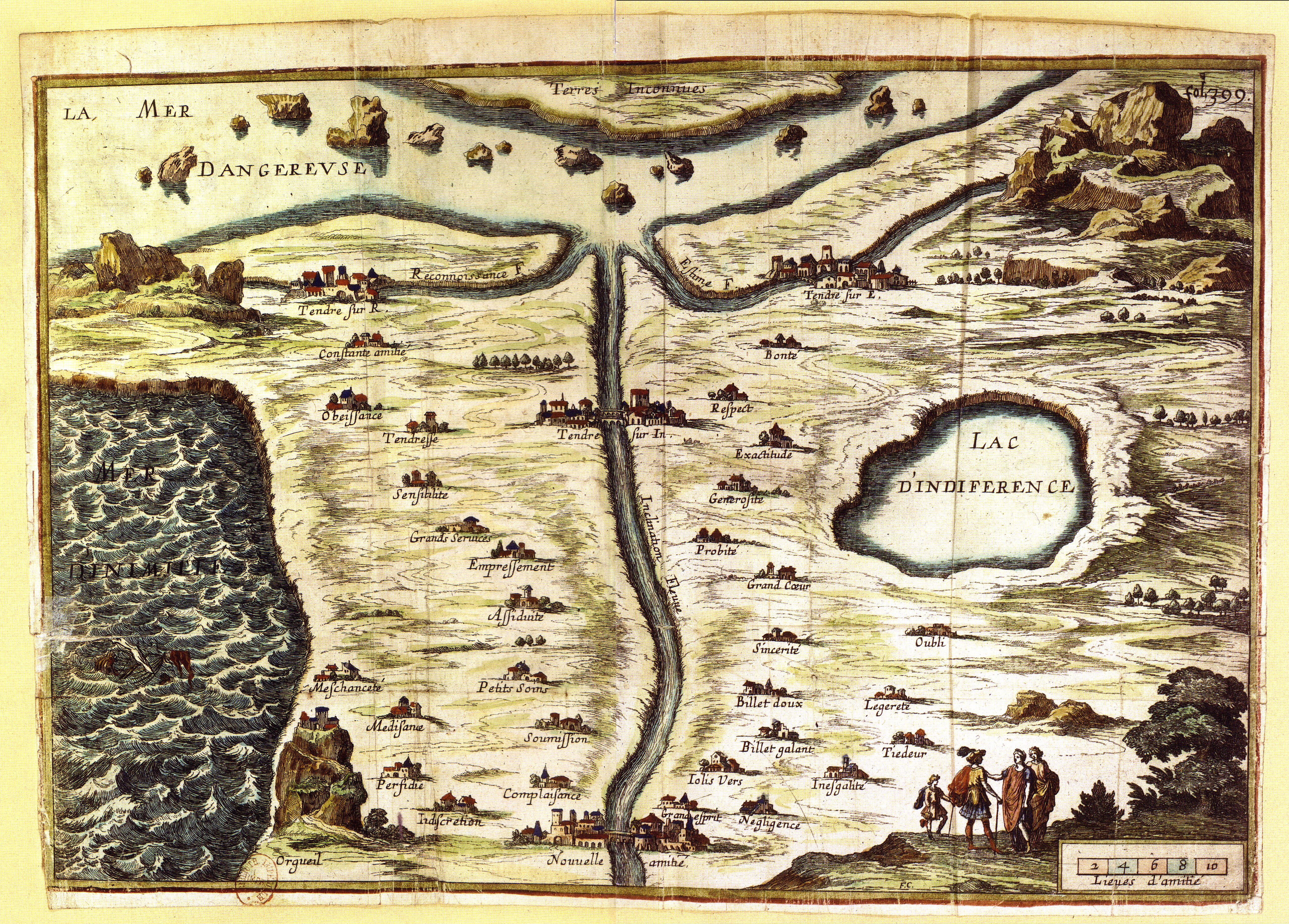
Carte de Tendre или Carte du Pays de Tendre

Карта Страны Нежности (фр. Carte de Tendre) — французская карта воображаемой страны под названием Тандр (фр. tendre — нежность), созданная несколькими людьми (включая мадам де Рамбуйе). Впервые была напечатана в виде гравюры, приписываемой Франсуа Шово, в первой части романа Мадлен де Скюдери «Клелия», написанного в 1654—1661 годах. Карта представляет аллегорический путь к любви в видении представительниц прециозной литературы того времени.
В этой «игре для небольшого общества, увлечённого сентиментальными тонкостями, есть четыре города, три реки, два моря, озеро и тридцать небольших деревень».

## География как аллегория
Создание карты по сюжету романа Скюдери связано с разговором, во время которого римлянка Клелия объясняет своим слушателям, «как далеко от Новообретённой Дружбы до Нежности»: «Может статься, вы воображаете, — молвила Клелия, — что путь от Новообретённой Дружбы до Нежности — всего лишь маленькая прогулка; а потому я согласна обещать вам, прежде чем вы на этот путь вступите, снабдить вас картой».
На карте присутствует географическое изображение мест, основанных на теме любви.
Путь в страну проходит через Новообретённую дружбу (фр. Nouvelle-Amitié) и ведёт, игнорируя такие тупики, как озеро Безразличия, к трём столицам: Нежности-на-Благодарности (фр. Tendre-sur-Reconnaissance), Нежности-на-Склонности (фр. Tendre-sur-Inclination) и Нежности-на-Уважении (фр. Tendre-sur-Estime).
Через страну Нежности протекает река Привязанности, к которой в устье присоединяются две другие реки, Уважение и Признание. Три столицы расположены на разных реках. Чтобы перейти от Новообретённой дружбы к Нежности-на-Уважении, нужно проехать через местечко Блестящий ум (фр. Le lieu de Grand-Esprit), за которым следуют деревни Прелестные стихи (фр. Jolis-vers), Любезное послание (фр. Billet-galant) и Любовное письмо (фр. Billet-doux).

## В культуре
Карту Страны Нежности можно увидеть в начальных титрах фильма «Любовники» Луи Маля.
Упоминание карты Страны Нежности присутствует в песне «Les Ricochets» Жоржа Брассенса.